# モスタガネム
座標: 北緯35度56分 東経0度05分 / 北緯35.933度 東経0.083度
モスタガネム(ベルベル語：Mustɣanem)(アラビア語：مستغانم)はアルジェリア北西部のモスタガネム県の県都で、港湾都市である。
オランの72km東北東に位置する。
2014年の人口は約24.5万人だった。

## 歴史
カルタゴが港湾都市ムルスタガを設置した。
ローマ帝国が統治した。
ムラービト朝が統治し、ユスフ・イブン・タシュフィン王(在位：1061年～1106年)の時代にムルスタガは最盛期を迎えた。
トレムセン発祥のジヤニド王国と、フェス発祥のマリーン朝が統治した。
ムルスタガはスペインの侵略を撃退した。
1516年、オスマン帝国のバルバロス・ハイレッディンが侵略した。

1833年、フランスが侵略した。
1962年、フランスからアルジェリアが独立した。